# Marañón (província)
Marañón é uma província do Peru localizada na região de Huánuco. Sua capital é a cidade de Huacrachuco.

## Distritos da província
1. Cholón
2. Huacrachuco
3. La Morada
4. San Buenaventura
5. Santa Rosa de Alto Yanajanca